# كيفن سلاوين
كيفن م. سلاوين (بالإنجليزية:Kevin M. Slawin) (من مواليد 1961) هو طبيب أمريكي ومؤسس شركة بيلكوم للادوية ومعهد المسالك البولية في مجموعة ميموريال هيرمان الطبية. يدير سلاوين أيضًا قسم جراحة المسالك البولية في مستشفى ميموريال هيرمان. تخصّص سلاوين في تشخيص وعلاج أورام المسالك البولية والجراحة الروبوتية. شارك سلاوين في العديد من براءات الاختراع المتعلقة بأبحاث تشخيص سرطان البروستاتا، وعلاجها والعلاج المناعي الخلوي للسرطان.

## تعليمه
حصل سلاوين على درجة البكالوريوس في في الكيمياء الحيوية من جامعة كولومبيا، وحصل على شهادة الطب عام 1986 من كلية الأطباء والجراحين بجامعة كولومبيا. حصل سلاوين وفي وقت لاحق على منحة لمدة عامين، من 1992-1994، من المؤسسة الأمريكية لأمراض المسالك البولية كباحث في كلية بايلور للطب لمواصلة دراسة تطوير وعلاج سرطان البروستاتا.

## الحياة المهنية
انضم سلاوين إلى كلية بايلور للطب كمدير لمركز بايلور للبروستاتا في عام 1994، وعين مستشارًا في معهد دان دنكان لسرطان وأمراض البروستاتا في عام 2003، بعد أن عرف بأعماله الخيرية. غادر سلاوين في عام 2007 الكلية ليحصل على وظيفة بدوام كامل في معهد الطليعة للمسالك البولية، والذي يعمل على النهوض بعلاج أمراض المسالك البولية. يعتبر سلاوين رائد في تطوير استئصال البروستاتا بالمنظار بمساعدة الجراحة الروبوتية.

## الابتكارات

### استئصال البروستاتا بالمنظار بمساعدة الروبوتية
قام سلاوين بإجراء أول استئصال للبروستاتا بالمنظار بمساعدة الروبوت في المركز الطبي بتكساس في عام 2001.

### الاكتشافات
- شارك سلواين في اكتشاف 2proPSA - P2PSA، وهو شكل جزيئي من المستضدات البروستاتية النوعية، والذي أثبت فعالية في دقة فحص سرطان البروستاتا.[8][9][10] أكدت دراسة متعددة المراكز بدعم من المعهد الوطني للسرطان قدرة هذا المستضد ليكون علامة صالحة للكشف المبكر عن سرطان البروستاتا [11] يتم استخدام هذا المستضد، جنبًا إلى جنب مع PSA في الدم، في اختبار جزيئي جديد يسمى مؤشر صحة البروستاتا (بيكمان كولتر، وشركة) والذي وافقت عليه إدارة الاغذية والعقاقير في 2012[12] والذي أصبح الآن متاحًا على نطاق واسع.[13]

- شارك سلاوين في اكتشاف النوع الجديد من PSA، والذي أطلق عليه "BPSA".[9]
- اشترك سلاوين مع ديفيد سبنسرفي إعادة هندسة الخلايا الجذعية لمستقبلات البروتين الذي يسمح لتنشيط الجهاز المناعي بطريقة محددة داخل الجسم، يمكن السيطرة عليها.[14][15]
- شارك سلاوين في اختراع العديد من التقنيات الجديدة المتعلقة بتعزيز ومراقبة العلاج باستخدام خلايا T للسرطان وغيرها من الأمراض الخطيرة.[16]

## شركة بيلكوم للادوية
أسس سلاوين شركة بيلكوم للأدوية في عام 2004. شغل سلاوين منصب الرئيس التنفيذي وكبير الموظفين الطبيين حتى عام 2014. في 18 ديسمبر 2014، أكملت بيلكوم الاكتتاب الناجح في بورصة ناسداك. في عام 2015، انتقل الدكتور سلوين إلى دوره الحالي كمدير للتكنولوجيا، وعضو في مجلس الإدارة، ومساهم كبير.